# Delphinium tianshanicum
Delphinium tianshanicum är en ranunkelväxtart som beskrevs av Wen Tsai Wang. Delphinium tianshanicum ingår i släktet storriddarsporrar, och familjen ranunkelväxter. Inga underarter finns listade i Catalogue of Life.